# Urs Graf
Pour les articles homonymes, voir Graf.
Urs Graf (né vers 1485 à Soleure, mort vers 1528-1529) est un orfèvre, graveur, dessinateur et mercenaire suisse de la Renaissance.
Produisant principalement des gravures sur bois, il est crédité de la paternité de la technique de taille blanche.

## Biographie
Urs Graf est né vers 1485 à Soleure.
Son père, Hugo Graf, initie Urs Graf au dessin et à l'orfèvrerie ; il fait son compagnonnage à Strasbourg, où il illustre plusieurs livres avec des gravures sur bois destinées à illustrer des livres.
Il se rend à Zurich en 1507 pour continuer sa formation auprès d'un orfèvre, Lienhart Triblin. Il commence ainsi à travailler comme orfèvre, et quelques pièces ont survécu.
Graf s'installe à Bâle en 1509 et travaille chez des éditeurs locaux, puis comme assistant d'un peintre-verrier, Hans Heinrich Wolleb.
En 1512, il est reconnu maître-orfèvre de la guilde des orfèvres — la corporation bâloise de l'Ours. Mais Urs Graf accumule les déboires avec la justice à cause de son caractère violent et passe plusieurs séjours en prison.
Il participe comme mercenaire à plusieurs campagnes en Italie (1510), Dijon (1513), Marignan (1515) et Milan (1521).
En 1518, accusé d'actes graves, Graf fuit Bâle et rentre à Soleure, où il travaille pour son père et entre dans la corporation des Forgerons. Il retourne à Bâle l'année suivante, où il trouve un poste de graveur de coins monétaires grâce auquel il acquiert une certaine prospérité. Il est plusieurs fois élu électeur ou responsable par ses compagnons de guilde et obtient d'avoir une permission de sortie temporaire alors qu'il est en prison grâce à l'intervention de ses compagnons d'armes — Urs Graf semble ainsi avoir été très populaire, malgré ses avatars juridiques.
Mais à partir de 1527, on a peu d'informations sur sa vie : il semble avoir disparu de la cité rhénane et avoir été mercenaire lors du sac de Rome. Christiane Andersson commente que « l'année et le lieu de sa mort demeurent inconnus : son épouse s'est remariée en octobre 1528, mais un dessin autographe est daté de 1529. »
Le Dictionnaire historique de la Suisse situe la date de sa mort avant le 13 octobre 1528.

## Œuvre

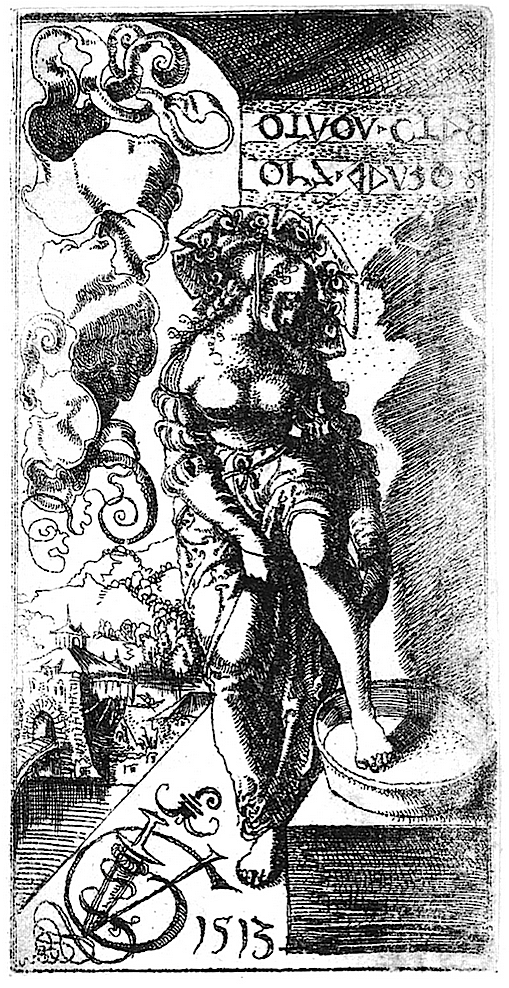
Femme baignant ses pieds (1513), longtemps considérée comme la première eau-forte datée de l'histoire.

Son œuvre, qui s'inscrit dans la continuité du style traditionnel d'Albrecht Dürer et Hans Baldung, mais reste original pour l'époque, inclut un large éventail de sujets : ses dessins et ses gravures, souvent violentes (comme Deux prostituées battant un moine), montrent des scènes de la société, de la cruauté de la guerre avec parfois des illustrations érotiques sans toutefois renier une forte part de religiosité. Graf s'est en effet fortement inspiré de ses expériences personnelles en utilisant la dérision, pour aborder la vie des mercenaires, des prostituées et la religion. La vanité et la folie humaine laissent tout de même la place à des motifs mythologiques et religieux.
On conserve près de 450 gravures sur bois et deux eaux-fortes ; huit plaques d'argent gravées, des croquis de vitraux et un fragment de verre isolé ainsi que des niellages ; et 180 dessins sont connus.

### Gravure
Comme graveur Urs Graf s'est intéressé à plusieurs techniques de gravure. Dans le volume du Hollstein consacré à Urs Graf, John Rowlands répertorie 384 estampes.

#### Burin
Il a réalisé plusieurs gravures de reproduction d'après Martin Schongauer et Albrecht Dürer, mais en les transposant dans son propre style de taille.

#### Eaux-fortes
Urs Graf n'a réalisé que deux eaux-fortes. Le peu d'oeuvres produites dans cette technique tend à montrer le caractère expérimental de cette technique pour l'artiste, comme ce fut également le cas chez Albrecht Dürer et Hans Burgkmair.
La première, datée de 1519 représente Aristote et Phyllis et s'inspirent librement des gravures sur le même thème exécutées par Hans Baldung Grien et le Maître du Livre de Raison. La seconde, qui porte la date de 1513,  et représentant une femme au bain, a longtemps été considérée comme la plus ancienne eau-forte de l'Histoire. Néanmoins basée sur des arguments stylistiques (le type figuratif de la jeune femme, la forme du monogramme avec le poignard, l'inscription cryptique à l'arrière-plan signifiant "VRSVS GRAF / VON BASEL"), il est désormais admis que la gravure a été exécutée près d'une décennie plus tard, vers 1520-1523, La raison de cette antidate reste incertaine. S'agissait-il pour Urs Graf de s'approprier une invention nouvelle? De signaler son emprunt à un dessin antérieur? Ou d'ajouter une dimension magique à l'aide du chiffre "13" a une femme dont l'iconographie pourrait-être comprise comme celle d'une sorcière?
Toutes deux sont conservées en des exemplaires uniques au cabinet des estampes (Kupferstichkabinett) de Bâle.

#### Bois
Ses gravures sur bois sont considérées comme de plus grande importance, car à travers elles, on lui attribue l'invention de la taille blanche, où les lignes blanches créent une image sur un fond noir.
Urs Graf a également illustré plusieurs livres imprimés à Bâle chez Michael Furter, Johann Froben ou Adam Pietri et à Strasbourg chez Mathias Schürer.

#### Nielles
D'Urs Graf, 18 nielles ont été répertoriés. Huit d'entre eux sont des compositions destinées à orner des fourreaux de poignards.

### Orfèvrerie
L'activité d'orfèvre d'Urs Graf est documentée par de nombreux documents archivistiques de la ville de Bâle. Ces œuvres dans cette technique ont pourtant été peu conservées. On compte par exemple les huit plaques du socles du buste-reliquaire de saint Bernard de Clairvaux, qui lui avait commandé par les moines de l'abbaye de Saint-Alban dans le canton de Lucerne. Celles-ci sont aujourd'hui conservées pour partie au British Museum de Londres et au Schweizerisches Landesmuseum de Zurich. Le buste du saint a quant à lui disparu depuis le XIXe siècle.

### Dessins
Les deux tiers des quelque 189 dessins de l'artiste sont conservés au (Kupferstichkabinett) de Bâle.
Beaux-Arts de Paris :
- Tête d'homme barbu, coiffé d'un chapeau, plume, encre noire, H. 0,195 ; L. 0,155 m[13]. Signé du monogramme de l'artiste VG avec la boîte de borax. Ce portrait est daté autour de 1508-1510. Cette datation est proposée grâce au rapprochement stylistique avec deux autres bustes d'hommes conservés à Bâle au Kupferstichkabninett, qui partagent la même finesse de trait et portent le monogramme de l'artiste. L'influence de Martin Schongauer domine dans cette feuille, elle est inspirée par les deux puissantes têtes de vieillards préparatoires à l'Agression de saint Antoine et la série des Orientaux. Une Tête d'oriental de Martin Schongauer est conservée à la Royal Collection de Windsor Castle. Le dessin des Beaux-Arts pourrait s'apparenter à une tête de lansquenet, que l'aigle impérial sur son chapeau désigne comme un soldat de Maximilien Ier. Mais la couronne de l'oiseau lui confère un caractère fantaisiste, typique de l'imaginaire de l'artiste[12].
- Couple de paysans dansant, plume, encre grise diluée pour les contours, reprises à la plume, encre noire ; pierre noire pour l'aumônière et une partie du fichu de la vieille femme, H. 0,207 ; L. 0,155 m[14].
- Couple de paysans dansant, plume, encre grise diluée pour les contours, reprises à la plume, encre noire ; quelques traces de gouache, H. 0,205 ; L. 0,153 m[15].
- Couple de paysans dansant, plume, encre grise diluée pour les contours, reprises à la plume, encre noire, H. 0,203 ; L. 0,154 m[16].
- Joueur de cornemuse, plume, encre grise diluée pour les contours, reprises à la plume, encre noire ; quelques traces de pierre noire, H. 0, 208 ; L. 0,154 m[17].

Cette suite de danses paysannes est sans précédent ni postérité dans l'œuvre d'Urs Graf. Elle est datée autour de 1525. Les scènes de beuveries et de querelles paysannes sont une part importante de l'iconographie profane allemande de la fin du XVe siècle. Elles privilégient une image fruste et peu flatteuse de cette classe sociale, conforme à l'idée que s'en fait la bourgeoisie. Au début du XVIe siècle, les humanistes, érudits et artistes considèrent les danses paysannes comme un phénomène culturel à part entière. Le Couple de paysans dansant et Le Joueur de cornemuse, gravés en 1514 par Dürer, témoignent de ce renouveau iconographique. La diffusion du motif de couples de paysans dansant est attestée en Suisse au début du XVIe siècle, notamment par la diffusion de compositions de Niklaus Manuel gravées à la pointe d'argent sur les tablettes de bois d'un livre de motifs, nommé Schreibbüchlein (Bâle) dans l'inventaire de 1577-1578 d'Amerbach. La suite de Graf met l'accent sur la jovialité et la rusticité de ses figures. Il semble crier leur innocence et dénoncer l'injustice subie par ces gens pauvres et simples, l'année même de l'éclatement de la révolte des paysans, réprimée violemment.

### Signature
Indépendant de la technique, la majorité de ses œuvres sont signées à l'aide du monogramme "VG". Sur ses œuvres précoces les initiales sont distinctes et accompagnées d'un rochoir, évoquant sa formation et son exercice d'orfèvre. Plus tard, les lettres sont entrelacées et dans sa dernière version, un poignard se substitue à l'un des jambages du V, rappelant son activité de mercenaire. Ce symbole se retrouve par ailleurs dans la signature d'autres de ses contemporains, artistes suisses également, comme Niklaus Manuel Deutsch. On trouve parfois également la crosse de Bâle juxtaposée à sa signature.

Œuvres d'Urs Graf
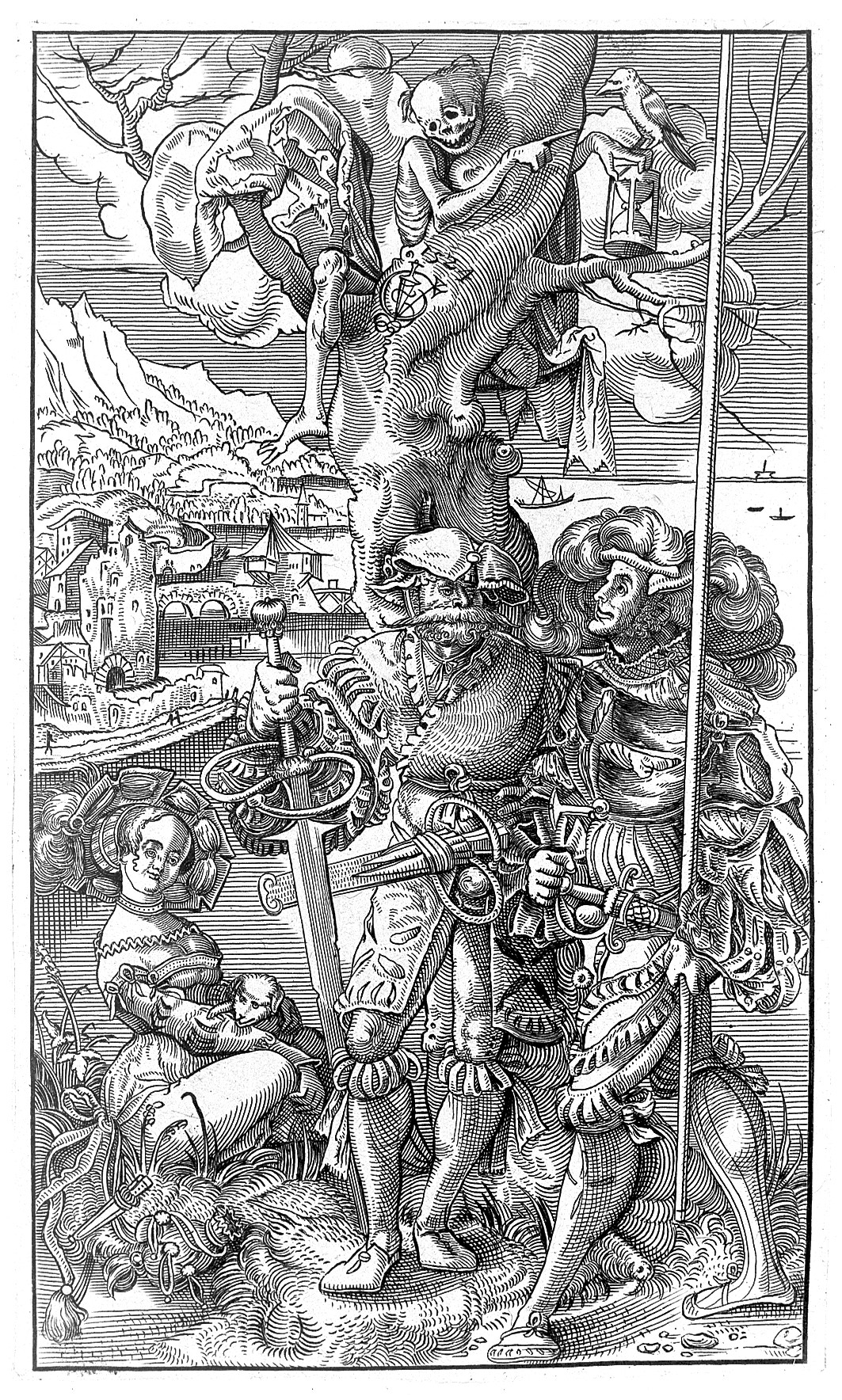
La Mort dans un arbre, gravure sur bois de 1524.
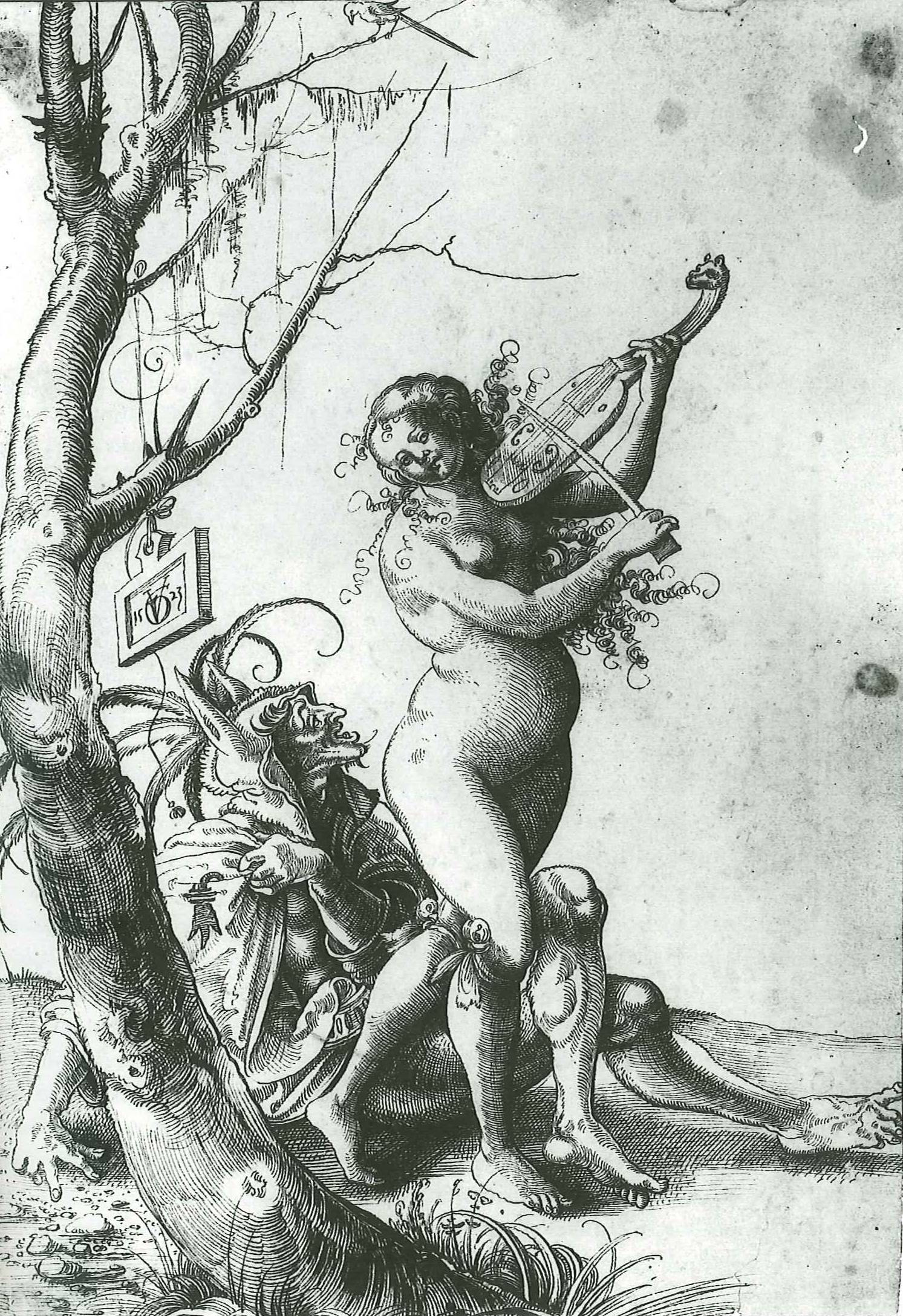
Femme violoniste nue avec un vieux fou de Bâle, gravure sur bois, 1523.
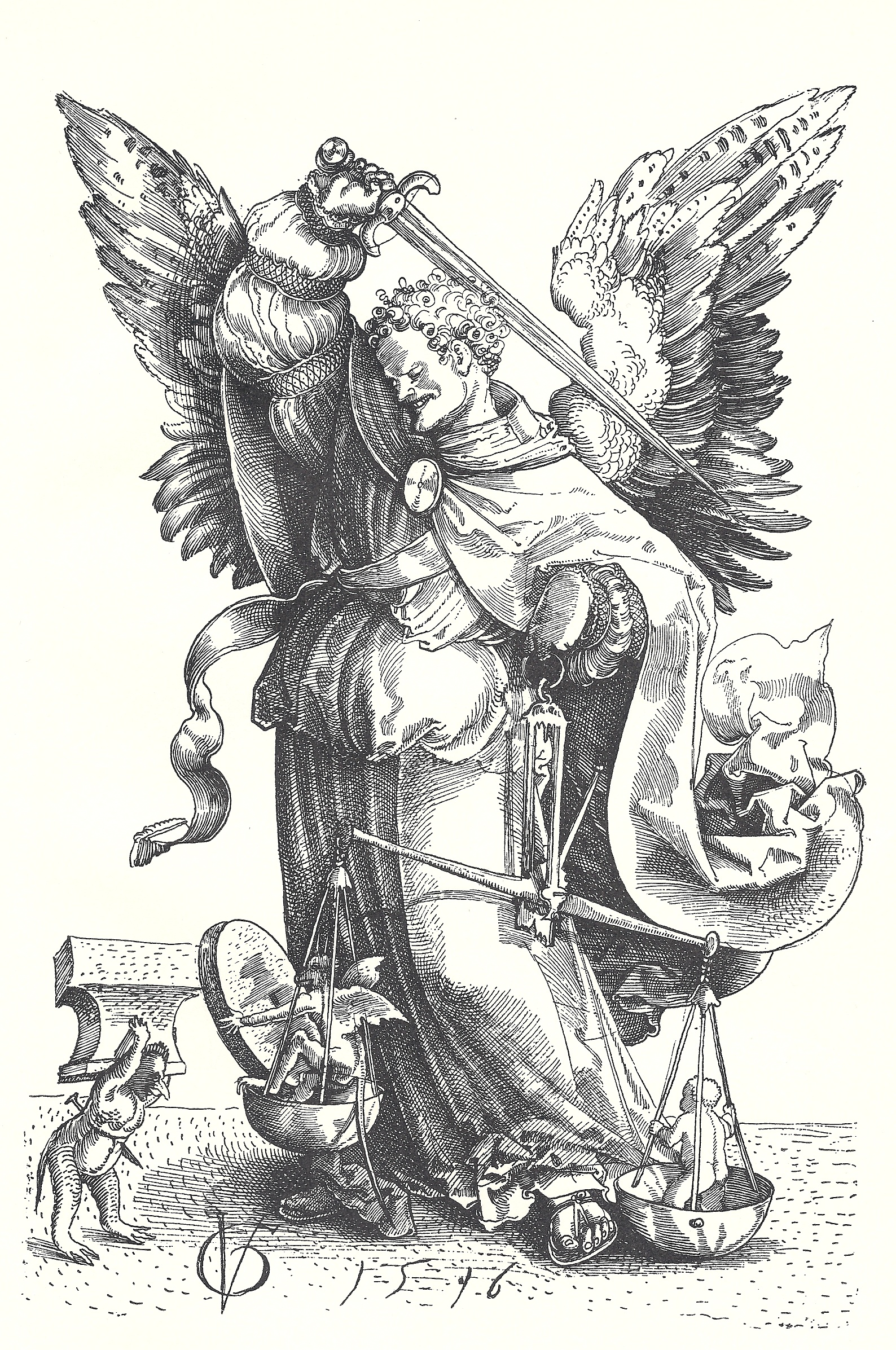
Archange Michael, dessin à la plume, 1516
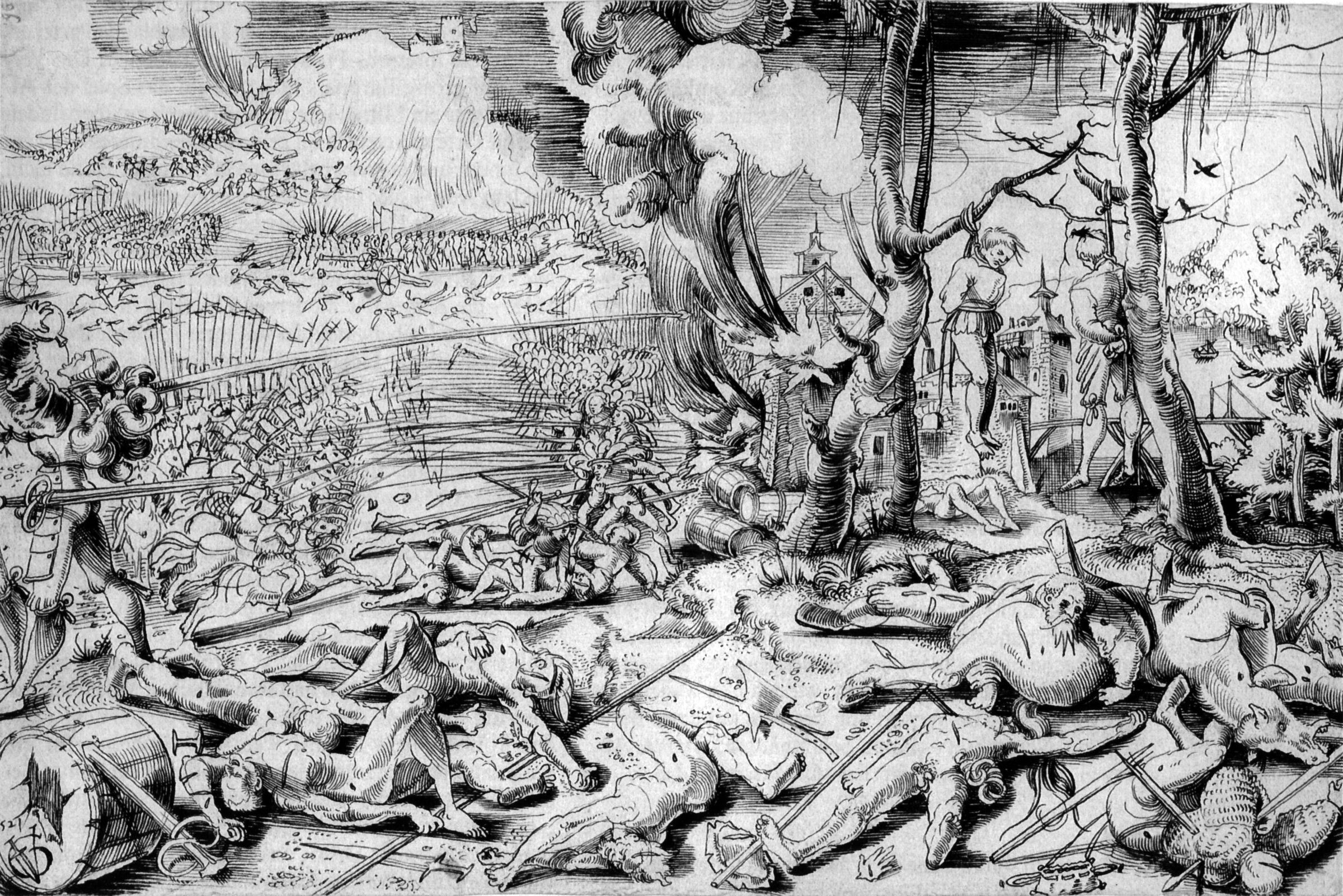
Horreurs de la guerre, dessin à la plume, 1521

#### Œuvres de fiction
- Urs Graf est un personnage récurrent du roman historique d'Harry Bellet Les aventures de Jean Jambecreuse, Arles, Actes Sud, 3 vols., 2017-2021.